# Чарлі Пут
Чарльз Отто Чарлі Пут Молодший (англ. Charles Otto Charlie Puth Jr., відомий просто як Чарлі Пут, нар. 2 грудня 1991 року, Нью-Джерсі) — американський поп-співак, композитор і звукорежисер, який набув початкове визнання завдяки великому вірусному успіху його пісень на YouTube. Чарлі згодом здобув великий успіх завдяки дебютному синглу «Marvin Gaye» з Меган Трейнор, який очолив чарти в Австралії, Новій Зеландії, Ірландії і Великій Британії та досяг піку 21 листопада на US Billboard Hot 100. Потім, через деякий час він написав пісню «See You Again», яку спродюсував і виконав з Візом Халіфою, включену в саундтрек до фільму «Форсаж 7», як данину, смуток і жалобу через смерть актора Пола Вокера.
Дебютний студійний альбом Чарлі, Nine Track Mind, вийшов в січні 2016 року на чолі з піснею «One Call Away», яка потрапила на 20 місце в Billboard Hot 100.

## Біографія
У 2009 році Чарлі Пут завів свій канал на YouTube, куди став викладати акустичні кавер-версії популярних пісень. 2013 року він став випускником Музичного коледжу Берклі. 2011 року він уклав контракт з лейблом Еллен Дедженерес eleveneleven, проте пізніше перейшов на Atlantic Records.
В лютому 2015 року він випустив свій дебютний сингл «Marvin Gaye» з Меган Трейнор як запрошеною вокалісткою. У тому ж році він записує спільну композицію «See You Again» з репером Візом Халіфою для саундтрека до фільму Форсаж 7; композиція очолила хіт-парад Billboard Hot 100 і чарти Канади та країн Європи. Чарлі Пут став співавтором пісні Трея Сонгза «Slow Motion». 2015 року він розпочав запис свого дебютного мініальбому Some Type of Love, звучання якого вплинула творчість Марвіна Гея, в честь якого була названа одна з пісень. У квітні 2015 року вийшов його другий сингл "I Won't Tell a Soul"У 2016 році записав пісню з Селеною Гомез «We Don't Talk Anymore». А вже 21 квітня 2017 року на світ з'явилася пісня «Attention», яка посіла 5 позицію в хіт-параді Billboard Hot 100. Саме ця пісня стала першою в альбомі Чарлі «Voicenotes».

## Дискографія

### Сольні роботи
| Назва                                            | Рік  | Позиції в чартах | Позиції в чартах | Альбом            |
| Назва                                            | Рік  | AUS              | NZ               | Альбом            |
| ------------------------------------------------ | ---- | ---------------- | ---------------- | ----------------- |
| «Marvin Gaye» (featuring Meghan Trainor)         | 2015 | 14               | 37               | Some Type of Love |
| «I won't Tell a Soul»                            | 2015 | —                | —                | Some Type of Love |
| «One Call Away»                                  | 2015 | Nine Track Mind  |                  |                   |
| «We don't Talk Anymore» (featuring Selena Gomez) | 2016 | Nine Track Mind  |                  |                   |

### Як запрошений виконавець
| Назва                                                | Рік  | Позиції в чартах | Позиції в чартах | Позиції в чартах | Позиції в чартах | Позиції в чартах | Позиції в чартах | Позиції в чартах | Позиції в чартах | Позиції в чартах | Позиції в чартах | Сертифікації                                                         | Альбом                                        |
| Назва                                                | Рік  | US               | AUS              | AUT              | DEN              | FRA              | GER              | NL               | NZ               | SWE              | SWI              | Сертифікації                                                         | Альбом                                        |
| ---------------------------------------------------- | ---- | ---------------- | ---------------- | ---------------- | ---------------- | ---------------- | ---------------- | ---------------- | ---------------- | ---------------- | ---------------- | -------------------------------------------------------------------- | --------------------------------------------- |
| «See You Again» (Wiz Khalifa featuring Charlie Puth) | 2015 | 1                | 1                | 1                | 1                | 2                | 1                | 3                | 1                | 1                | 1                | - ARIA: Платиновий - RMNZ: Platinum - BPI: Silver - RIAA: Платиновий | Furious 7: Original Motion Picture Soundtrack |

### Відеокліпи
| Рік  | Виконавець                                     | Назва                                                                  |
| ---- | ---------------------------------------------- | ---------------------------------------------------------------------- |
| 2015 | Меган Трейнор                                  | «Dear Future Husband»                                                  |
| 2015 | Charlie Puth featuring Meghan Trainor          | «Marvin Gaye»                                                          |
| 2015 | Wiz Khalifa featuring Charlie Puth             | «See You Again»                                                        |
| 2015 | Charlie Puth                                   | «One Call Away»                                                        |
| 2016 | Charlie Puth ft Vince Staples & AndreaLo Remix | Suffer                                                                 |
| 2016 | Charlie Puth ft Selena Gomez                   | «We don't Talk Anymore [Архівовано 26 червня 2020 у Wayback Machine.]» |

### Як запрошений виконавець
| Назва                                                | Рік  | Позиції в чартах | Позиції в чартах | Позиції в чартах | Позиції в чартах | Позиції в чартах | Позиції в чартах | Позиції в чартах | Позиції в чартах | Позиції в чартах | Позиції в чартах | Сертифікації                                                         | Альбом                                        |
| Назва                                                | Рік  | US               | AUS              | AUT              | DEN              | FRA              | GER              | NL               | NZ               | SWE              | SWI              | Сертифікації                                                         | Альбом                                        |
| ---------------------------------------------------- | ---- | ---------------- | ---------------- | ---------------- | ---------------- | ---------------- | ---------------- | ---------------- | ---------------- | ---------------- | ---------------- | -------------------------------------------------------------------- | --------------------------------------------- |
| «See You Again» (Wiz Khalifa featuring Charlie Puth) | 2015 | 1                | 1                | 1                | 1                | 2                | 1                | 3                | 1                | 1                | 1                | - ARIA: Платиновий - RMNZ: Platinum - BPI: Silver - RIAA: Платиновий | Furious 7: Original Motion Picture Soundtrack |